# Mary of the Movies
Mary of the Movies és una pel·lícula muda dirigida per John McDermott i protagonitzada per Marion Mack, entre d'altres. Coescrita entre la mateixa Marion Mack i el seu marit, el productor Louis Lewin, la pel·lícula està caracteritzada per la gran quantitat d'actors coneguts que s'interpreten a si mateixos en diferents cameos així com per les vistes a les mansions on vivien. Es va estrenar el 27 de maig de l'any 1927. Durant molt de temps va ser considerada una pel·lícula perduda fins que el 2010 es va trobar una còpia al New Zealand Film Archive de Wellington. Actualment es considera la pel·lícula més antiga que es conserva de la Columbia.

## Argument
El germà petit de Mary ha d'operar-se i ella decideix anar a un estudi de Hollywood per demanar feina com a actriu per poder-la pagar. En arribar-hi confon Bryant Washburn amb un taxista i fa que aquest la porti al seu hotel. Un cop aclarit el malentès aquest li presenta diferents estrelles de Hollywood. Més tard coneix una altra noia que com ella intenta sense èxit esdevenir actriu i també a Creighton Hale. Mary no aconsegueix feina com a actriu. Després de trobar-se un dia en mig d'una escena en que es roda una pel·lícula sobre un xeic Mary acaba acceptant-ne una com a cambrera en un bar freqüentat per molts actors. Al bar arriba a conèixer-ne més de 40 entre actors, actrius i directors però cap d'ells li ofereix cap consell per aconseguir fer-se un lloc a Hollywood. Ella escriu a casa donant la impressió que tot li va molt bé però un dia es descoberta per un noi del poble servint les taules i ho explica a tothom. Finalment, gràcies a la seva similitud amb una actriu que s'ha posat malalta aconsegueix doblar-la en la pel·lícula i pot provar que és una gran actriu. Ja una estrella, torna al seu poble es troba que estan subhastant la seva casa i arriba a temps de poder impedir-ho.

## Repartiment

### Rols principals
- Marion Mack (Mary)
- Florence Lee (mare de Mary)
- Mary Kane (germana de Mary)
- Jack Perrin (Jack, el germà)
- Harry Cornelli ("Lait" Mayle, el carter)
- John Geough (Reel S. Tate)
- Raymond Cannon (Oswald Tate)
- Ray Hanford (el vell)
- Rosemary Cooper (Jane, la noia extra)
- Creighton Hale (com ell mateix)
- Francis MacDonald (James Seiler, un venedor)
- Henry Burrows (el productor)
- John McDermott (el director)

### Cameos
- David Butler
- Marjorie Daw
- Elliott Dexter
- Miss DuPont
- Louise Fazenda
- Alec B. Francis
- Wanda Hawley
- Rex Ingram
- J. Warren Kerrigan
- Barbara La Marr
- Edward LeSaint
- Bessie Love
- Douglas MacLean
- Tom Moore
- Carmel Myers
- Eva Novak
- ZaSu Pitts
- Herbert Rawlinson
- Anita Stewart
- Estelle Taylor
- Rosemary Theby
- Maurice Tourneur
- Richard Travers
- Johnnie Walker
- Bryant Washburn